# Leucauge
Leucauge es un género de arañas araneomorfas  de la familia Tetragnathidae de distribución pantropical.

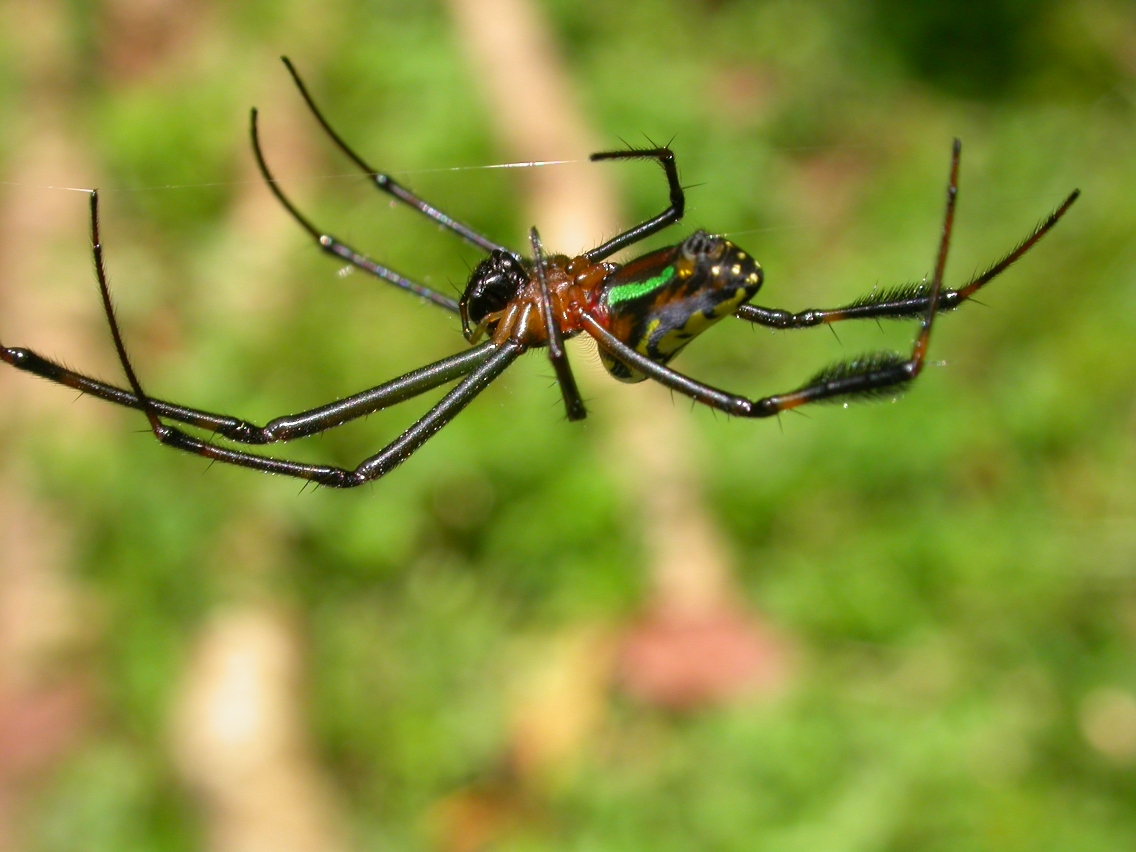
L. cf. tessellata

El cuerpo, las patas, las marcas plateadas, negras y amarillas de las hembras de Leucauge hacen fácil su identificación.  Tienen dos filas de pelos curvos, largos y finos en los fémures de su cuarta pata. Prefieren tejer sus redes de madera más inclinada u horizontal que vertical , y la araña se ubica en el medio de la red con su cara inferior hacia arriba.

## Etimología
Del idioma griego leukos = "blanco".